# Hetman van het Pools-Litouwse Gemenebest

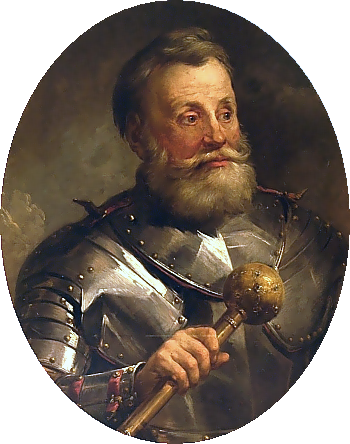
Jan Karol Chodkiewicz was tussen 1605 en 1621 Grootkroonhetman van Litouwen. (Geportretteerd door Marcello Bacciarelli)

De hetman van het Pools-Litouwse Gemenebest was de hoogste militaire officier, naast de koning, van het Pools-Litouwse Gemenebest.

## Geschiedenis
De eerste hetman werd in 1505 aangesteld. Omstreeks 1520 werd het leger van het koninkrijk Polen geprofessionaliseerd en dit leidde tot de aanstelling van getrainde commandanten, als opperbevelhebber de grootkroonhetman en onder hem de veldhetman. Litouwen nam vervolgens het Poolse systeem over. Pas vanaf 1581 werd de positie van hetman een ministeriële rang en werd het een titel voor het leven. De functie had tot 1764 geen senatoriale status.

## Functie
Behalve dat de hetman het bevel voerde was hij ook verantwoordelijk voor het uitstippelen van het militaire beleid en onderhield hij diplomatieke missies met het Ottomaanse Rijk, de Krim, Walachije en Moldavïe.

## Lijst van hetmannen van de kroon

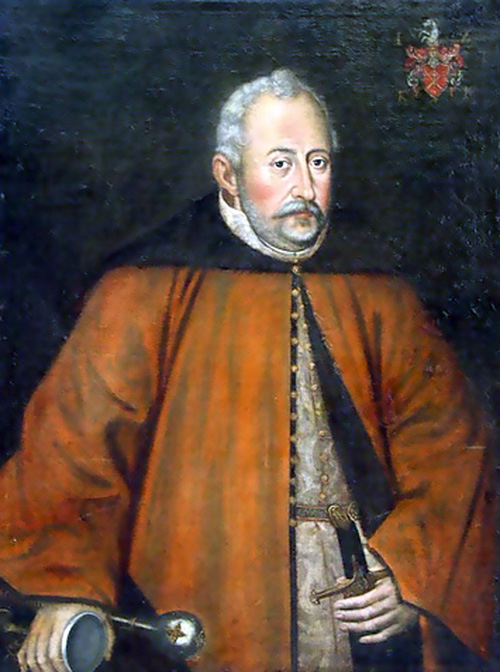
Jan Zamoyski

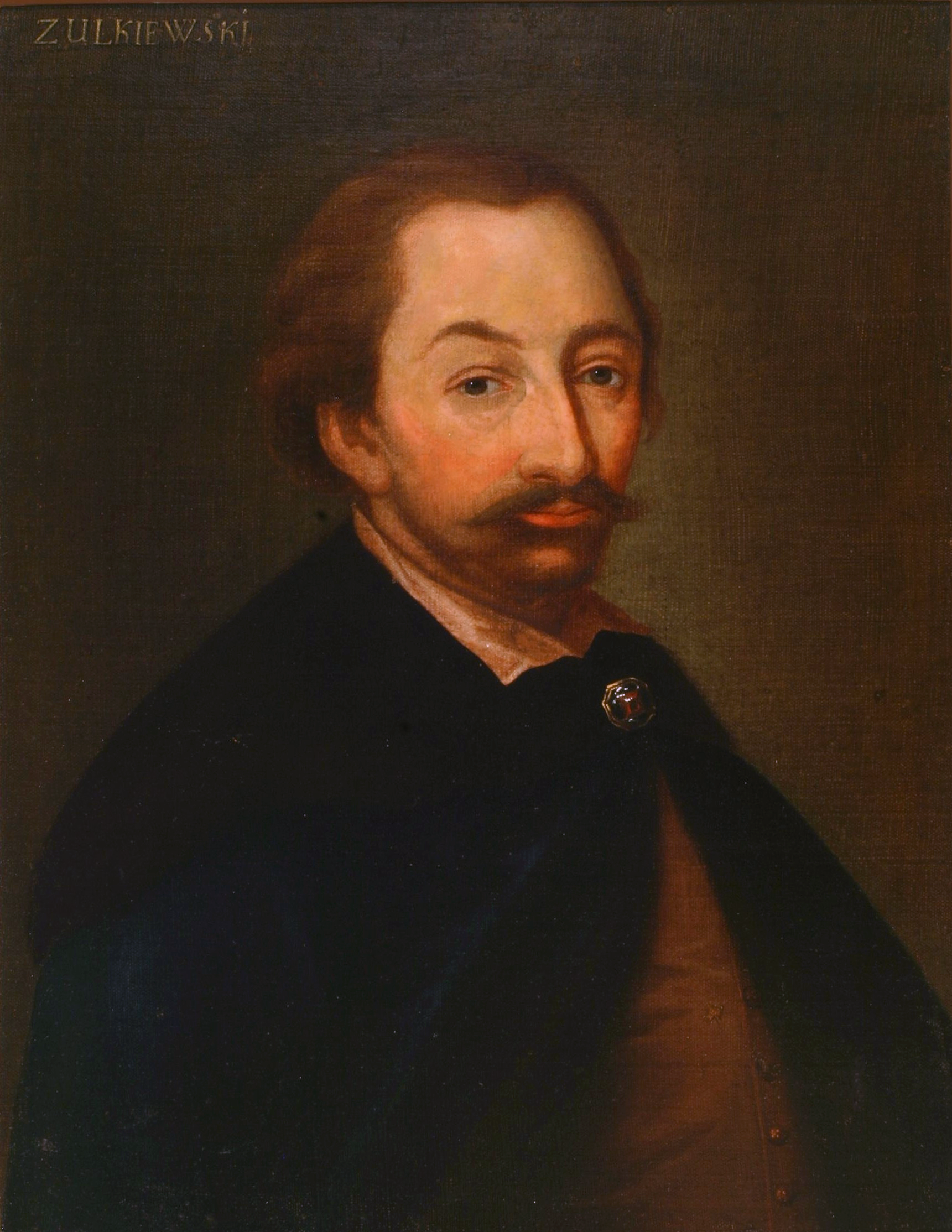
Stanisław Żółkiewski

| Grootkroonhetmannen | Grootkroonhetmannen | Grootkroonhetmannen          |
| Van                 | Tot                 | Naam                         |
| ------------------- | ------------------- | ---------------------------- |
| 1503                | 1515                | Mikołaj Kamieniecki          |
| 1515                | 1526                | Mikołaj Firlej               |
| 1527                | 1561                | Jan Tarnowski                |
| 1561                | 1569                | Mikołaj Sieniawski           |
| 1569                | 1575                | Jerzy Jazłowiecki            |
| 1579                | 1580                | Mikołaj Mielecki             |
| 1581                | 1605                | Jan Zamoyski                 |
| 1613                | 1620                | Stanisław Żółkiewski         |
| 1632                | 1646                | Stanisław Koniecpolski       |
| 1646                | 1651                | Mikołaj Potocki              |
| 1654                | 1667                | Stanisław "Rewera" Potocki   |
| 1668                | 1674                | Jan Sobieski                 |
| 1676                | 1682                | Dymitr Jerzy Wiśniowiecki    |
| 1683                | 1702                | Stanisław Jan Jabłonowski    |
| 1702                | 1702                | Feliks Kazimierz Potocki     |
| 1702                | 1706                | Hieronim Augustyn Lubomirski |
| 1706                | 1726                | Adam Mikołaj Sieniawski      |
| 1726                | 1728                | Stanisław Mateusz Rzewuski   |
| 1735                | 1751                | Józef Potocki                |
| 1752                | 1771                | Jan Klemens Branicki         |
| 1773                | 1773                | Wacław Rzewuski              |
| 1774                | 1793                | Franciszek Ksawery Branicki  |
| 1793                | 1794                | Piotr Ożarowski              |

| Veldkroonhetmannen | Veldkroonhetmannen | Veldkroonhetmannen           |
| Van                | Tot                | naam                         |
| ------------------ | ------------------ | ---------------------------- |
| 1492               | 1499               | Stanisław Chodecki z Chodcza |
| 1499               | 1501               | Piotr Myszkowski             |
| 1501               | 1505               | Stanisław Chodecki z Chodcza |
| 1505               | 1509               | Jan Kamieniecki              |
| 1509               | 1520               | Jan Tworowski                |
| 1520               | 1528               | Marcin Kamieniecki           |
| 1529               | 1539               | Jan Koła                     |
| 1539               | 1561               | Mikołaj Sieniawski           |
| 1569               | 1575               | Jerzy Jazłowiecki            |
| 1575               | 1584               | Mikołaj Sieniawski           |
| 1588               | 1613               | Stanisław Żółkiewski         |
| 1618               | 1632               | Stanisław Koniecpolski       |
| 1633               | 1636               | Marcin Kazanowski            |
| 1637               | 1646               | Mikołaj Potocki              |
| 1646               | 1652               | Marcin Kalinowski            |
| 1652               | 1654               | Stanisław "Rewera" Potocki   |
| 1654               | 1657               | Stanisław Lanckoroński       |
| 1657               | 1664               | Jerzy Sebastian Lubomirski   |
| 1664               | 1665               | Stefan Czarniecki            |
| 1666               | 1667               | Jan Sobieski                 |
| 1667               | 1676               | Dymitr Jerzy Wiśniowiecki    |
| 1682               | 1683               | Stanisław Jan Jabłonowski    |
| 1682               | 1683               | Mikołaj Hieronim Sieniawski  |
| 1684               | 1691               | Andrzej Potocki              |
| 1692               | 1702               | Feliks Kazimierz Potocki     |
| 1702               | 1702               | Hieronim Augustyn Lubomirski |
| 1702               | 1706               | Adam Mikołaj Sieniawski      |
| 1706               | 1726               | Stanisław Mateusz Rzewuski   |
| 1726               | 1728               | Stanisław Chomętowski        |
| 1736               | 1752               | Jan Klemens Branicki         |
| 1752               | 1773               | Wacław Rzewuski              |
| 1774               | 1774               | Franciszek Ksawery Branicki  |
| 1774               | 1794               | Seweryn Rzewuski             |

## Hetmannen van het Groothertogdom Litouwen

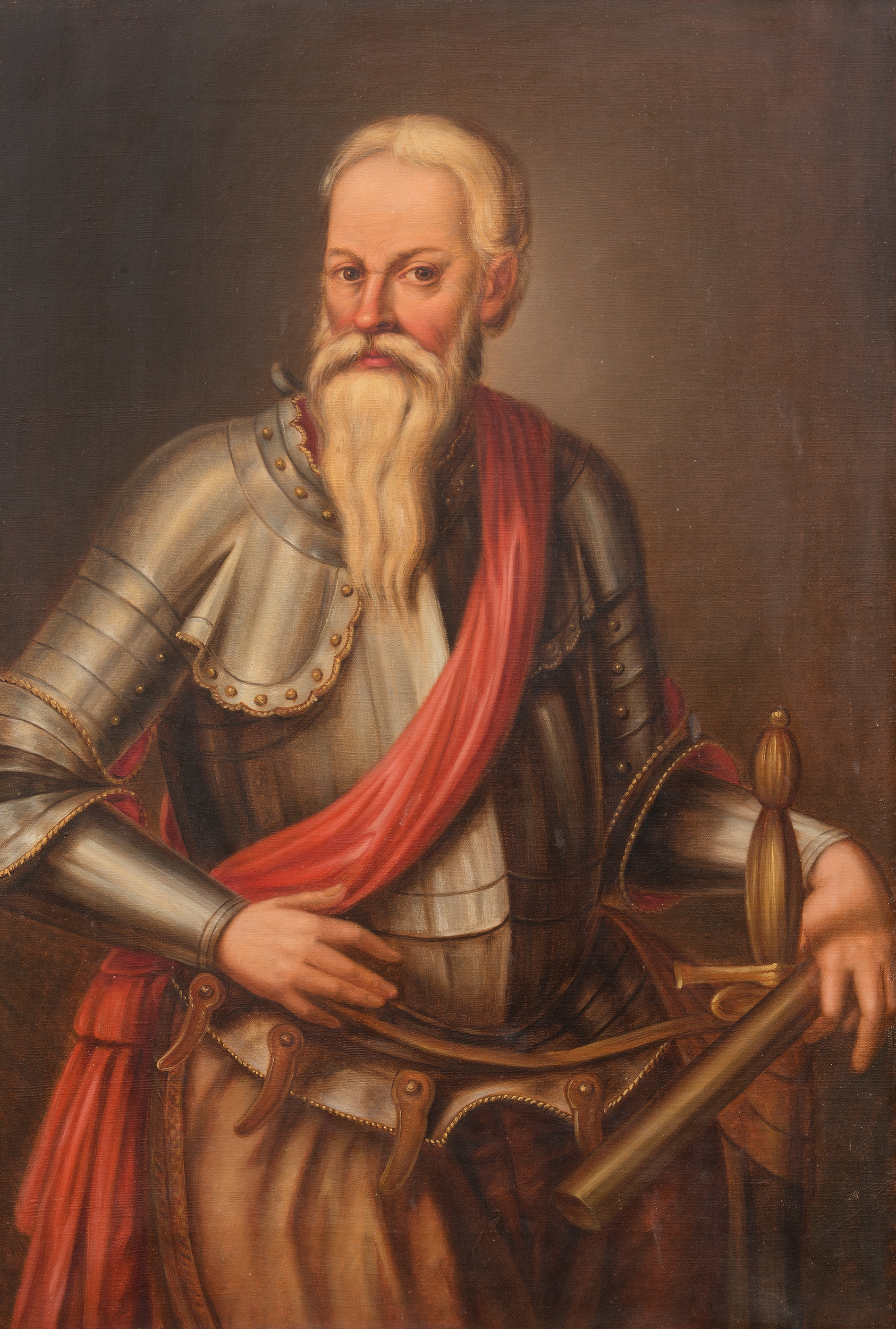
Mikołaj "de Rode" Radziwiłł

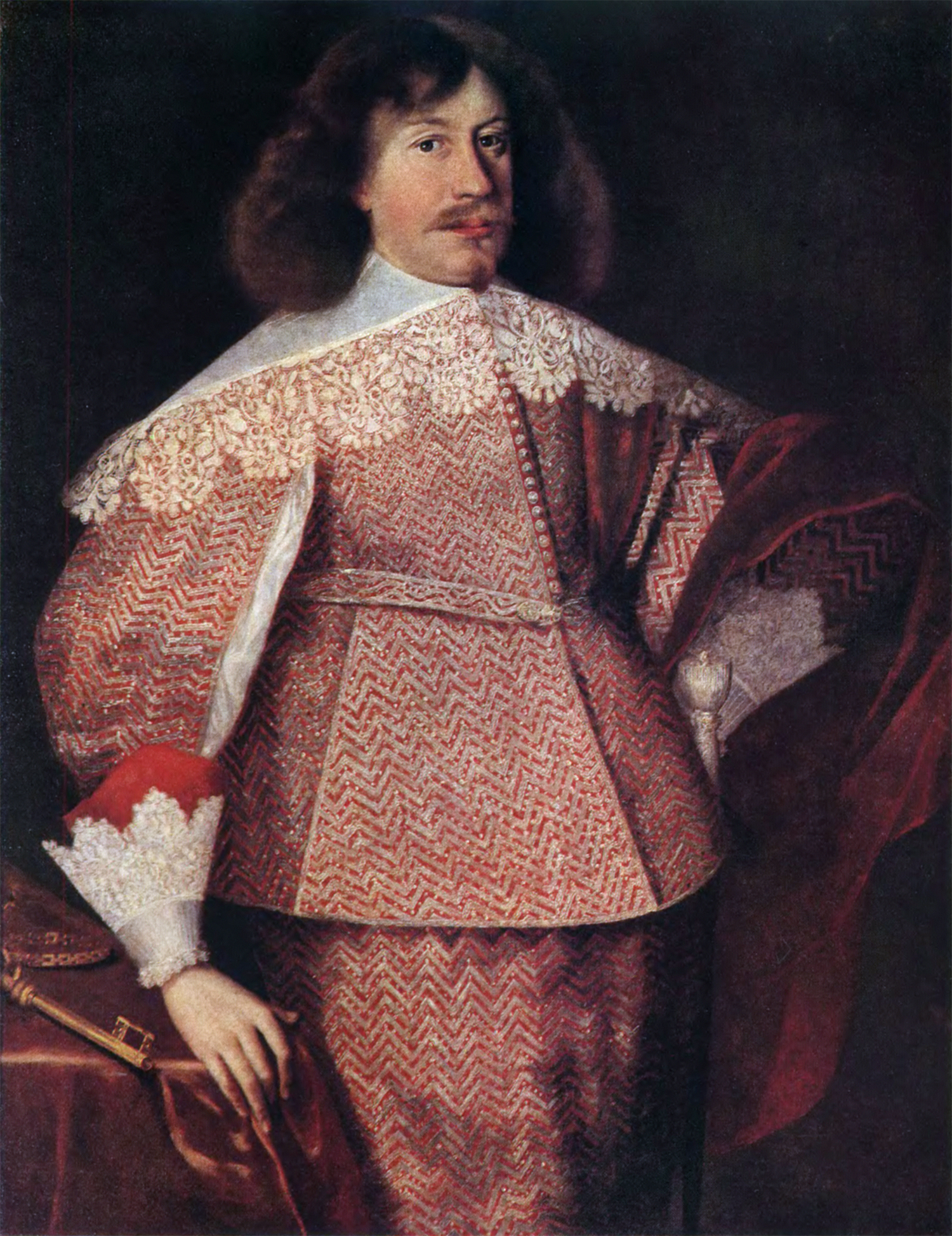
Janusz Radziwiłł

| Groothetmannen van het Groothertogdom Litouwen | Groothetmannen van het Groothertogdom Litouwen | Groothetmannen van het Groothertogdom Litouwen |
| Van                                            | Tot                                            | Naam                                           |
| ---------------------------------------------- | ---------------------------------------------- | ---------------------------------------------- |
| 1494                                           | 1497                                           | Petras Jonaitis Mantigirdaitis                 |
| 1497                                           | 1500                                           | Konstanty Ostrogski                            |
| 1500                                           | 1501                                           | Semen Jurewicz Holszański                      |
| 1501                                           | 1502                                           | Stanislovas Kęsgaila                           |
| 1503                                           | 1507                                           | Stanisław Piotrowicz Kiszka                    |
| 1507                                           | 1530                                           | Konstanty Ostrogski                            |
| 1531                                           | 1541                                           | Jerzy Radziwiłł                                |
| 1561                                           | 1565                                           | Mikołaj Radziwiłł                              |
| 1566                                           | 1572                                           | Grzegorz Chodkiewicz                           |
| 1579                                           | 1584                                           | Mikołaj Radziwiłł                              |
| 1589                                           | 1603                                           | Krzysztof Mikołaj Radziwiłł                    |
| 1605                                           | 1621                                           | Jan Karol Chodkiewicz                          |
| 1625                                           | 1633                                           | Lew Sapieha                                    |
| 1535                                           | 1640                                           | Krzysztof Radziwiłł                            |
| 1646                                           | 1653                                           | Janusz Kiszka                                  |
| 1654                                           | 1655                                           | Janusz Radziwiłł                               |
| 1656                                           | 1665                                           | Paweł Jan Sapieha                              |
| 1667                                           | 1682                                           | Michał Kazimierz Pac                           |
| 1683                                           | 1703                                           | Jan Kazimierz Sapieha de Jongere               |
| 1703                                           | 1707                                           | Michał Serwacy Wiśniowiecki                    |
| 1707                                           | 1708                                           | Jan Kazimierz Sapieha the Younger              |
| 1708                                           | 1709                                           | Jan Kazimierz Sapieha the Elder                |
| 1709                                           | 1709                                           | Grzegorz Antoni Ogiński                        |
| 1709                                           | 1730                                           | Ludwik Pociej                                  |
| 1735                                           | 1744                                           | Michał Serwacy Wiśniowiecki                    |
| 1744                                           | 1762                                           | Michał Kazimierz Radziwiłł                     |
| 1762                                           | 1768                                           | Michał Józef Massalski                         |
| 1768                                           | 1793                                           | Michał Kazimierz Ogiński                       |
| 1793                                           | 1794                                           | Szymon Marcin Kossakowski                      |

| Veldhetmannen van het Groothertogdom Litouwen | Veldhetmannen van het Groothertogdom Litouwen | Veldhetmannen van het Groothertogdom Litouwen |
| Van                                           | Tot                                           | naam                                          |
| --------------------------------------------- | --------------------------------------------- | --------------------------------------------- |
| 1521                                          | 1531                                          | Jerzy Radziwiłł                               |
| 1536                                          | 1540?                                         | Andrzej Niemirowicz                           |
| 1561                                          | 1566                                          | Grzegorz Chodkiewicz                          |
| 1569                                          | 1571                                          | Roman Sanguszko                               |
| 1572                                          | 1579                                          | Krzysztof Mikołaj Radziwiłł                   |
| 1600                                          | 1605                                          | Jan Karol Chodkiewicz                         |
| 1615                                          | 1635                                          | Krzysztof Radziwiłł                           |
| 1635                                          | 1646                                          | Janusz Kiszka                                 |
| 1646                                          | 1653                                          | Janusz Radziwiłł                              |
| 1652                                          | 1658                                          | Wincenty Gosiewski                            |
| 1663                                          | 1667                                          | Michał Kazimierz Pac                          |
| 1667                                          | 1668                                          | Władysław Wołłowicz                           |
| 1668                                          | 1680                                          | Michał Kazimierz Radziwiłł                    |
| 1681                                          | 1683                                          | Jan Kazimierz Sapieha the Younger             |
| 1683                                          | 1684                                          | Jan Samuelewicz (or Jan Jacek) Ogiński        |
| 1685                                          | 1701                                          | Józef Bogusław Słuszka                        |
| 1702                                          | 1703                                          | Michał Serwacy Wiśniowiecki                   |
| 1703                                          | 1709                                          | Grzegorz Antoni Ogiński                       |
| 1707                                          | 1709                                          | Michał Serwacy Wiśniowiecki                   |
| 1709                                          | 1709                                          | Ludwik Pociej                                 |
| 1709                                          | 1728                                          | Stanisław Ernest Denhoff                      |
| 1735                                          | 1742                                          | Michał Kazimierz Radziwiłł                    |
| 1742                                          | 1762                                          | Michał Józef Massalski                        |
| 1762                                          | 1775                                          | Aleksander Michał Sapieha                     |
| 1775                                          | 1780                                          | Józef Sosnowski                               |
| 1780                                          | 1791                                          | Ludwik Tyszkiewicz                            |
| 1792                                          | 1793                                          | Szymon Marcin Kossakowski                     |
| 1793                                          | 1794                                          | Józef Zabiełło                                |